# Hyby
Hyby är kyrkbyn i Hyby socken i Svedala kommun i Skåne belägen mellan Svedala och Staffanstorp.
Här finns en herrgård och två kyrkor, Hyby kyrka och Hyby gamla kyrka. Alldeles väster om Hyby finns en liten badsjö som heter Pudesjö.

## Historia
Hyby, under medeltiden Höveby, Höijby, är en gammal sätesgård, känd från 1300-talet. Under Fredrik I:s tid (regerade 1523–1533) drogs Hyby in till den danska staten, och efter att Skåne blivit svenskt 1658 förblev Hyby kronogods och kunglig ladugård. 1812, sedan det genom köp kommit till friherre Wrangel von Brehmer, gjordes det till fideikommiss inom hans släkt. Huvudbyggnaden tillbyggdes 1883-1884 efter ritning av Helgo Zettervall. Dessa tillbyggnader försvann i samband med en ombyggnad 1966.
Hyby slott och gods ägs numera av godsägare Bertil Jönsson och anläggningen är inte tillgänglig för allmänheten.